# Passiflora quindiensis
Passiflora quindiensis är en passionsblomsväxtart som beskrevs av Ellsworth Paine Killip. Passiflora quindiensis ingår i släktet passionsblommor, och familjen passionsblomsväxter. Inga underarter finns listade i Catalogue of Life.